# Pseudocnella
Genre
Pseudocnella est un genre d'holothuries (concombres de mer) de la famille des Cucumariidae.

## Liste des espèces
Selon World Register of Marine Species (9 juillet 2014) :
- Pseudocnella insolens (Théel, 1886)
- Pseudocnella sinorbis (Cherbonnier, 1952)
- Pseudocnella sykion (Lampert, 1885)
- Pseudocnella syracusana (Grube, 1840)